# Aaron Lewis
Aaron Lewis (* 13. April 1972 in Rutland, Vermont) ist ein US-amerikanischer Musiker und der Frontsänger und Gitarrist der Post-Grunge-Band Staind.

## Leben
Lewis wuchs hauptsächlich in Longmeadow, Massachusetts auf. Vor seiner Zeit bei Staind bildete er zusammen mit Tori Sands, Chris Ballini und dem Staind-Mitglied Jon Wysocki die Band J-CAT. Zwei von Stainds bekannten Singles, Outside und It's Been Awhile, wurden mit leicht veränderten Texten ursprünglich von J-CAT gespielt.
Lewis, bekannt für seine Fähigkeiten als Songwriter, wurde für drei Grammys nominiert. Er ist mit Vanessa Lewis verheiratet und hat drei Töchter, Zoe Jane, Nyla Rae und Indie Shay.
Er hatte einen Gastauftritt in Krwlng (Crawling-Remix) auf Linkin Parks Album Reanimation sowie einen Gesangspart auf dem Limp-Bizkit-Titel No Sex aus dem Album Significant Other. Eine Liveaufnahme von Outside zusammen mit dem Limp-Bizkit-Sänger Fred Durst wurde 2001 ein Charthit.
Von Anfang bis Mitte 2007 ging Lewis auf eine Akustik-Solotournee, die unter anderem durch Europa führte.
Die am 1. März 2011 erschienene Solo-EP Town Line mit sieben Countryliedern stieg auf Platz 1 der US-Countrycharts ein. Unter den drei Versionen des Songs Country Boy wurde das Lied, das er zusammen mit den Country-Veteranen George Jones und Charlie Daniels aufgenommen hatte, sein zweiter Hit in den Billboard Hot 100. Sein erstes Album The Road vom 13. November 2012 kann wie die Veröffentlichungen zuvor der Musikrichtung Country zugeordnet werden.
Aaron Lewis spielt vorzugsweise Westerngitarren von Gibson. Ihm zu Ehren brachte der renommierte Traditionshersteller die Aaron Lewis Southern Jumbo-Signature-Gitarre heraus.

## Trivia
Aaron Lewis positioniert sich seit seinem Wechsel ins Country-Genre politisch auf Seiten der amerikanischen Rechten und unterstützt Donald J. Trump. In seinem Song Am I the only one von 2021 wirft er den Liberalen vor, die USA zerstören zu wollen und die Flagge zu missachten; auch die Entfernung von im frühen 20. Jahrhundert im Namen der White Supremacy errichteten Standbilder für Südstaaten-Soldaten lehnt er ab.
Im Oktober 2014 zog Lewis sich den Spott der Öffentlichkeit zu, als er vor einem Spiel der San Francisco Giants gegen die Kansas City Royals die Nationalhymne der USA sang und dabei den Text falsch wiedergab. Er entschuldigte sich dafür und begründete dies mit Nervosität. 2011 hatte er selbst noch Christina Aguilera öffentlich scharf kritisiert, nachdem diese die Nationalhymne fehlerhaft vorgetragen hatte. Er sagte damals: „Ich verstehe nicht, wie Menschen, die die Nationalhymne singen, so verflucht egozentrisch sein können und die Wörter dieses verdammten Liedes durcheinander bringen. Wenn es in der Geschichte dieses Landes ein Lied gibt, das keiner kreativen Interpretation bedarf, dann ist es dieses.“